# Lipniki (powiat węgrowski)
Lipniki – wieś w Polsce położona w województwie mazowieckim, w powiecie węgrowskim, w gminie Korytnica. Ma status sołectwa.
W latach 1975–1998 miejscowość należała administracyjnie do województwa siedleckiego.
Według danych z 2011 roku wieś ma 41 mieszkańców. 
Wierni Kościoła rzymskokatolickiego należą do parafii św. Wawrzyńca w Korytnicy.